# Maudits soient-ils!
Maudits soient-ils! è un album doppio postumo di Léo Ferré del 2004.
La raccolta è basata su poesie di Arthur Rimbaud e Paul Verlaine messe in musica dall'autore. Il primo disco è dedicato a Rimbaud, le poesie furono musicate dal 1980 in poi ed in gran parte erano inedite, a Verlaine il secondo, le registrazioni risalgono al periodo che va dal 1959 all'inizio del 1960.

## Tracce
CD 1
1. Les Corbeaux - 2:00
2. Ma Bohême  - 1:57
3. Les Assis - 4:46
4. Les Poètes de sept ans - 6:28
5. Aube - 1:53
6. Rêvé pour l'hiver - 1:51
7. Chanson de la plus haute tour (cover di  Une saison en enfer) - 1:48
8. Faim - (cover di  Une saison en enfer) 4:03
9. « Le loup criait sous les feuilles » -
10. L'Éternité - 1:18
11. On n'est pas sérieux quand on a dix-sept ans - 1:51
12. La Maline - 2:17
13. Voyelles  - 2:06
14. Le Dormeur du val - 2:25
15. « Morts de Quatre-vingt-douze et de Quatre-vingt-treize » -
16. Les Mains de Jeanne-Marie -
17. Les Douaniers  - 1:51
18. Les Pauvres à l'église - 2:22
19. Stupra II  - 2:06
20. Le Sonnet du trou du cul] - 2:25
21. Le Sonnet du trou du cul (dal vivo) -
22. Le Buffet -

CD 2
1. Mon rêve familier - 2:13
2. Soleils couchants  - 1:45
3. Chanson d'automne - 3:33
4. « Ô triste, triste était mon âme » - 3:40
5. Clair de lune  -
6. « Il pleure dans mon cœur »  - 1:51
7. Sur le balcon - 2:13
8. « L'espoir luit comme un brin de paille dans l'étable »  -
9. Colloque sentimental -
10. « Écoutez la chanson bien douce » -
11. Mon fils est mort - 2:13
12. Pensionnaires  -
13. « Il patinait merveilleusement » -
14. Âme te souvient-il? -
15. Je vous vois encor  -
16. Sérénade  -
17. « Si tu ne mourus pas entre mes bras »  -
18. Green  -
19. Art poétique -
20. Marco -
21. « Dans l'interminable »   -
22. Cauchemar  -
23. Nocturne parisien - 2:13
24. Croquis parisien (La lune plaquait [...])  -